# Jonathan Lipnicki
Jonathan William Lipnicki (Westlake Village, California, 22 de octubre de 1990) es un actor estadounidense más  conocido por su papel en películas de Hollywood: Jerry Maguire, Stuart Little, El pequeño vampiro y Like Mike.

## Biografía

### Primeros años
Lipnicki nació el 22 de octubre de 1990 en Westlake Village, California. Es hijo de Rhonda Rosen y Joseph Lipnicki. Tiene una hermana mayor, Alexis. Lipnicki es judío.

### Carrera
Lipnicki hizo su debut en cine en 1996 con Jerry Maguire, junto con Tom Cruise uno de los actores más famosos, como el hijo de Renée Zellweger. Posteriormente apareció en The Single Guy, El Jeff Foxworthy Mostrar, así como los episodios de Dawson's Creek y comedia de 1997 Meego. En 1999, es protagonista de la película Stuart Little, protagoniza a un niño cuya familia adopta un ratón hablante, un papel que repite en la película secuela de 2000. Lipnicki también desempeñó el papel principal en la película de 2000, El pequeño vampiro y una estrella frente a Bow Wow en el año 2002 la película Like Mike, igual que se dio a conocer dos semanas antes de Stuart Little 2; tanto de las películas hizo relativamente bien en teatros, y Lipnicki se ha dado a conocer entre el público preadolescente, aunque no ha aparecido en una gran película, ya en libertad, centrándose sobre todo en cine independiente. Lipnicki también aparece en la vista previa de la temporada de Jamie Kennedy Blowin Up!!!!! Jonathan también ha protagonizado en When Zachary Beaver Came to Town.

## Vida personal
Lipnicki es conocido por sus contribuciones a la caridad, que han aparecido y/o hablado en eventos de la Fundación para la Investigación de Cáncer de Mama, Juvenile Diabetes Research Foundation, Starlight Children's Foundation y el NBA para lograr Leer. Es también portavoz internacional de Quiropráctica Pediátrica Infantil y el Día de América / Internacional. Fue nombrado uno de "los héroes de 2001" por JDRF por su participación. Lipnicki, que tiene cuatro perros, también está involucrado en Grupos de los derechos de los animales, entre ellos Mascotas y sus Estrellas y la Nueces para Mutts.

## Filmografía
| Año  | Película                         | Papel            | Notas           |
| ---- | -------------------------------- | ---------------- | --------------- |
| 1996 | Jerry Maguire                    | Ray Boyd         |                 |
| 1998 | Doctor Dolittle                  | Tigre bebé (Voz) | (cameo)         |
| 1999 | Stuart Little                    | George Little    | Papel principal |
| 2000 | El pequeño vampiro               | Tony Thompson    | Papel principal |
| 2002 | Like Mike                        | Murph            |                 |
| 2002 | Stuart Little 2                  | George Little    | Papel principal |
| 2003 | When Zachary Beaver Came to Town | Toby Wilson      |                 |
| 2005 | The L.A. Riot Spectacular        | Tom Saltine Jr.  |                 |
| 2011 | For the Love of Money            | Yoni (joven)     |                 |
| 2012 | Tag                              | Rush             |                 |
| 2014 | Bad Asses                        | Hammer           |                 |
| 2017 | Altitude                         | Rick             |                 |

| Año        | Programa                              | Papel            | Notas                                           |
| ---------- | ------------------------------------- | ---------------- | ----------------------------------------------- |
| 1996–1997  | The Jeff Foxworthy Show               | Justin Foxworthy | 15 episodios (papel recurrente)                 |
| 1997       | Meego                                 | Alex Parker      | 13 episodios (protagonista)                     |
| 1997       | The Single Guy                        | Rudy             | Episodio "Big Baby"                             |
| 1997– 2002 | The Rosie O'Donnell Show              | Él mismo         | 2 episodios                                     |
| 2000       | Dawson's Creek                        | Buzz Thompson    | 3 episodios                                     |
| 2002       | The Late Late Show with Craig Kilborn | Él mismo         | 1 episodio                                      |
| 2002       | HBO First Look                        | Él mismo         | Episodio "On the Set of 'Stuart Little 2"       |
| 2002       | TV total                              | Él mismo         | 1 episodio                                      |
| 2003       | Touched by an Angel                   | Stan             | Episodio "The Good Earth"                       |
| 2003       | The Brendan Leonard Show              | Él mismo         | Episodio "Pirates"                              |
| 2003       | The Sharon Osbourne Show              | Él mismo         | 1 episodio                                      |
| 2005       | Family Guy                            | Wesly (voz)      | Episodio "Fast Times at Buddy Cianci Jr. High"  |
| 2005       | Biography                             | Él mismo         | Episodio "Child Stars II: Growing Up Hollywood" |
| 2006       | Kathy Griffin: My Life on the D-List  | Él mismo         | Episodio "Vegas, Baby!"                         |
| 2008       | Entertainment Tonight                 | Él mismo         | 1 episodio                                      |
| 2009       | Monk                                  | Rudy Smith       | Episodio "Mr. Monk Takes the Stand"             |
| 2009       | Glenn Martin DDS                      | Actor (voice)    | Episodio "Korea Opportunities"                  |
| 2011       | The John Kerwin Show                  | Él mismo         | Episodio "Ed Asner and Jonathan Lipnicki"       |
| 2013       | Family Tools                          | Ryan             | Episodio "Role Model"                           |